# Pelargonium schizopetalum
Pelargonium schizopetalum là một loài thực vật có hoa trong họ Mỏ hạc. Loài này được Sweet mô tả khoa học đầu tiên.